# Pandanus akeassii
Pandanus akeassii är en enhjärtbladig växtart som beskrevs av Huynh. Pandanus akeassii ingår i släktet Pandanus och familjen Pandanaceae.
Artens utbredningsområde är Elfenbenskusten.

## Underarter
Arten delas in i följande underarter:
- P. a. akeassii
- P. a. limitaneus